# Juliana Rios
Juliana Parasmo Rios Bezerra (São Paulo, 1º de setembro de 1984) é uma piloto profissional de kart, jornalista e apresentadora de televisão brasileira. Recentemente trabalhou como apresentadora da Record TV, sendo âncora do Esporte Fantástico ao lado de Cláudia Reis, Lucas Pereira e Mylena Ciribelli.

## Carreira
Juliana é formada em relações públicas pela Fundação Armando Alvares Penteado em São Paulo, a FAAP. Trabalhou na Band TV como repórter, onde cobriu os Jogos Pan-Americanos no Rio de Janeiro, em 2007,[carece de fontes?] e os Jogos Olímpicos de Pequim, em 2008. Voltou à TV Record em 2009, para a sexta temporada do programa O Aprendiz.[carece de fontes?]
Em maio de 2010, passou a atuar como repórter do canal BandSports e apresentadora do programa Magazine BandSports, ao lado de Sérgio Patrick. Comandou também o Ace BandSports, especializado em notícias sobre tênis. Na emissora, ganhou notoriedade e voltou à frente dos Jogos Pan-Americanos, em 2011, em Guadalajara (México), como apresentadora do Portal e TV Terra. Em 2012, já como repórter do Fox Sports, participou da cobertura dos Jogos Olímpicos de Londres.[carece de fontes?]
Em fevereiro de 2015, Juliana Rios se juntou a Cláudia Reis, Mylena Ciribelli e Lucas Pereira no comando do Esporte Fantástico da Rede Record, que ia ao ar, ao vivo, todos os sábados, às 10h da manhã. Ela deixou o programa em 2019.
Paralelamente, Juliana produz conteúdo para seu canal no YouTube dedicado ao turismo esportivo, o Export Turismo Esportivo pelo Mundo, onde conquista viajantes apaixonados por esportes que, como ela, não abrem mão de uma aventura diferente e desafiadora durante as férias. Juliana Rios também foi uma das participantes da quarta edição do programa Dancing Brasil, da Record TV. Atualmente, é colunista de Turismo Esportivo na CARAS Brasil .

## Vida pessoal
Praticante de inúmeros esportes, em 2016 Juliana deu à luz Victoria, primeira filha da apresentadora com o atual marido, Bruno da Costa Bezerra. Curiosamente engravidou junto com sua colega, Cláudia Reis que também apresenta o mesmo programa.
Piloto profissional de Kart, Juliana compete em diversos campeonatos na modalidade.

## Filmografia

### Televisão
| Ano       | Título                | Cargo         | Notas       |
| --------- | --------------------- | ------------- | ----------- |
| 2007–08   | Band Esporte Clube    | Repórter      |             |
| 2007–08   | Show do Esporte       | Repórter      |             |
| 2010–11   | Magazine BandSports   | Apresentadora |             |
| 2010–11   | Ace BandSports        | Apresentadora |             |
| 2012      | Olimpíadas Fox Sports | Apresentadora |             |
| 2015–2019 | Esporte Fantástico    | Apresentadora |             |
| 2018      | Dancing Brasil        | Participante  | Temporada 4 |

### Internet
| Ano           | Título          | Cargo         |
| ------------- | --------------- | ------------- |
| 2011          | Terra: Esportes | Apresentadora |
| 2018–presente | Export Turismo  | Apresentadora |

## Ligações Externas
- Juliana Rios no Instagram
- Juliana Rios no Facebook
- Juliana Rios no X
- Juliana Rios «Sítio oficial»